# Pseudoperomyia velata
Pseudoperomyia velata är en tvåvingeart som beskrevs av Jaschhof 2000. Pseudoperomyia velata ingår i släktet Pseudoperomyia och familjen gallmyggor. Inga underarter finns listade i Catalogue of Life.